# 奉鑾
奉鑾為中國古代文官官職名。在清朝之位階為正九品。奉鑾職能通常為負責宮中慶賀燕饗之樂，配置於太常寺和聲署，而該機構主要任務為中國古代掌管宗廟祭祀的機構。1910年代，清朝滅亡後，該官職裁撤廢除。